# Микаел Есјен
Микаел Којо Есјен (фр. Michael Essien; Акра, 3. децембар 1982) је бивши фудбалер из Гане који је играo на позицији задњег везног.

## Клупска каријера
Есјен је каријеру почео у клубу Либерти из Гане. Након наступа за репрезентацију за играче млађе од 17 година 1999. године привукао је пажњу многих европских клубова међу којима је био и Манчестер јунајтед који га је довео на пробу у априлу 2000. јула 2000. Есјен се 2000. године сели у Француску и постаје члан Бастије. У почетку није био у првом плану, међутим, честе повреде играча који су играли у одбрани и на средини терена обезбедиле су му место у тиму. Након неколико одличних партија француска јавност га је упоређивала са Патриком Вијером. Есјен је провео три сезоне у клубу пре пласирања у УЕФА куп где је Микаел био један од најбољих играча те сезоне у којој је постигао 6 голова. Убрзо потом су му уследиле понуде од Пари Сен Жермена, Олимпик Лиона и Олимпик Марсеља. Есјен је убрзо прихватио понуду Лиона која је износила 7,8 милиона евра. Са клубом је освојио Лигу 1 две сезоне узастопно (2004, 2005.) и био је изабран за најбољег играча Првенства Француске 2005. године. Есјен је 14. августа 2005. потписао уговор са Челсијем вредан 24,4 милиона евра, када је, у то време, био најскупљи афрички фудбалер у историји. Дебитовао је 21. августа против Арсенала. Са Челсијем је освојио Премијер лигу 2006. и 2010. и три ФА купа и Лига куп 2007. године. У сезони 2006/07. био је изабран за најбољег играча Челсија те сезоне, док је његов гол против Арсенала проглашен за најлепши гол Челсија у истој сезони. (снимак гола) У Челсију је био до краја 2013. године.

## Репрезентативна каријера
За сениорску репрезентацију Гане је одиграо 58 утакмицу и постигао 9 голова. Дебитовао је 21. јануара 2002. протива Марока. Био је члан екипе која је наступала на Светском првенству 2006.

## Трофеји и награде

### Лион
- Лига 1 : 2004, 2005.
- Суперкуп Француске : 2003, 2004.

### Челси
- УЕФА Лига шампиона : 2011/12.
- Премијер лига : 2006, 2010.
- ФА куп : 2007, 2009, 2010, 2012.
- Енглески Лига куп : 2007.
- Комјунити Шилд : 2009.

### Индивидуалне
- Најбољи Афрички играч према избору BBC-ја 2006/07.
- Најбољи играч Челсија 2006/07.
- Најбољи играч Француског првенства 2005.